# Ловречица
Ловречица (итал. San Lorenzo) је насељено место у саставу града Умага у Истарској жупанији, Хрватска. До територијалне реорганизације у Хрватској налазила се у саставу старе општине Бује.

## Становништво
На попису становништва 2011. године, Ловречица је имала 176 становника.

## Попис1991.
На попису становништва 1991. године, насељено место Ловречица је имало 324 становника, следећег националног састава:
| Попис 1991.‍  | Попис 1991.‍  | Попис 1991.‍ | Попис 1991.‍ | Попис 1991.‍ |
| ------------ | ------------ | ----------- | ----------- | ----------- |
|              |              |             |             |             |
| Италијани    | Италијани    |             | 138         | 42,59%      |
| Хрвати       | Хрвати       |             | 71          | 21,91%      |
| Југословени  | Југословени  |             | 9           | 2,77%       |
| Словенци     | Словенци     |             | 8           | 2,46%       |
| Срби         | Срби         |             | 5           | 1,54%       |
| Црногорци    | Црногорци    |             | 4           | 1,23%       |
| Муслимани    | Муслимани    |             | 1           | 0,30%       |
| неопредељени | неопредељени |             | 27          | 8,33%       |
| регион. опр. | регион. опр. |             | 61          | 18,82%      |
| укупно: 324  |              |             |             |             |